# Hermann Dunzendorfer
Hermann Dunzendorfer (né en 1956 à Wels) est un directeur de la photographie autrichien.

## Biographie
Hermann Dunzendorfer fréquente la Höhere Technische Lehranstalt (de) où il étudie la construction de bâtiments. Puis il s'inscrit à l'Académie du film de Vienne (de) pour apprendre la photographie et la production.
Depuis les années 1980, Dunzendorfer travaille pour le cinéma et la télévision en Autriche et en Allemagne. Il travaille notamment avec Andreas Gruber et Nikolaus Leytner (de) ainsi qu'Eduard Erne (de), Kurt Palm (de), Rudi Dolezal (de) ou Hannes Rossacher (de).

## Filmographie

### Au cinéma
- 1982 : Der Ball
- 1983 : Drinnen und draußen (de)
- 1984 : Fliehkraft
- 1986 : Paradise Ges.m.b.H.
- 1994 : Das Auge des Taifun
- 1994 : Hasenjagd – Vor lauter Feigheit gibt es kein Erbarmen
- 1994 : Totschweigen (documentaire)
- 1997 : Die Schuld der Liebe
- 1998 : Endlich Schluß
- 2004 : Welcome Home
- 2005 : Der Wadenmesser (documentaire)
- 2008 : Back to Africa (documentaire)

### À la télévision
- 1991 : Sehnsüchte oder Es ist alles unheimlich leicht
- 1995 : The Queen Phenomenon (documentaire)
- 1995 : Das verletzte Lächeln
- 1998 : Falco – Hoch wie nie
- 1998 : Stein Weißer Mann (documentaire)
- 1999 : Drei mit Herz
- 1999 : Das Schloß meines Vaters
- 2000 : Schauplätze der Zukunft : Immer und überall dabei (documentaire)
- 2001 : Ich schenk dir meinen Mann 2
- 2001 : Coup de feu
- 2002 : Im Fluß der Jahreszeiten
- 2002 : Une nouvelle vie (de)
- 2003 : Der Schnitt durch die Kehle oder Die Auferstehung des Adalbert Stifter (documentaire)
- 2004 : Die Heimatkunde des Realitätenhändlers (documentaire)
- 2004 : Vogelmenschen (documentaire)
- 2004 : Stärker als der Tod
- 2005 : Les Chroniques de Polly
- 2005 : Message d'amour
- 2006 : Die Entscheidung
- 2006 : König Otto (de)
- 2007 : Die Geschworene
- 2008 : Der Besuch der alten Dame (de)
- 2008 : La Symphonie de l'amour
- 2009 : Annas zweite Chance
- 2009 : Der Fall des Lemming (de)
- 2009 : Ein halbes Leben
- 2010 : Die Mutprobe
- 2010 : Willkommen in Wien
- 2011 : Der Eisenhans (de)
- 2012 : Der Rekordbeoachter
- 2012 : Dans le sillage du passé
- 2013 : L'Ancre des souvenirs
- 2013 : Portrait d'un meurtrier
- 2013 : Die Auslöschung (de)

### Séries télévisées
- 2002 : Eva Blond (de) : Das Urteil spricht der Mörder
- 2002 : Broti & Pacek – Irgendwas ist immer (de) : Dr. Love, Spätzünder
- 2002–2003 : Der Bulle von Tölz (de) : Schlusspfiff, Malen mit Vincent
- 2006–2007 : Ma mère, le véto (de) (8 épisodes)
- 2008 : Die 4 da (de) (9 épisodes)
- 2008 : Die Pfefferkörner (de) : Blutdiamanten, Ein neuer Anfang
- 2010 : Tatort : Operation Hiob
- 2013 : Die Landärztin (de) : Entscheidung des Herzens

## Source de la traduction
- (de) Cet article est partiellement ou en totalité issu de l’article de Wikipédia en allemand intitulé « Hermann Dunzendorfer » (voir la liste des auteurs).